# Hemerobius binigripunctatus
Hemerobius binigripunctatus là một loài côn trùng trong họ Hemerobiidae thuộc bộ Neuroptera. Loài này được Fraser miêu tả năm 1957.